# Дюличев, Валерий Петрович
Дюличев, Валерий Петрович (4 января 1952) — крымский педагог, ученый-краевед, популяризатор краеведения. Выпустил множество популяризаторских и несколько научных изданий по истории Крыма и Симферополя. Автор школьного учебника «Рассказы по истории Крыма», несколько изданий которого почти 25 лет используются для преподавания в школе истории родного края, как во время нахождения Крыма в составе Украины, так и после его присоединения к России. Работал директором средней школы № 39 города Симферополя. Заслуженный работник образования Автономной Республики Крым.

## Биография
Родился 4 января 1952 в семье Елизаветы Тимофеевны и Петра Архиповича Дюличевых. Окончил Симферопольский государственный университет им. Фрунзе по специальности история. Преподавал историю в школах Симферополя. Работал директором школы № 39 города Симферополь до 2018 года. В настоящее время на пенсии. Заслуженный работник образования Автономной Республики Крым. Поощрялся за педагогическую и краеведческую деятельность городской администрацией Симферополя.

## Критика и отзывы
Публикации Дюличева В. П. были хорошо приняты как специалистами, так и широкой публикой. Его монографии указываются как ценные источники по фактологическим аспектам изучения истории Крыма и Симферополя.
Книга для школьников Рассказы по истории Крыма выдержала 6 изданий. Краеведческая литература Крыма начиная с XIX века обладала как богатством авторов, так и широтой тематики, но Дюличев это пожалуй первый краевед, который обратился к массовой детской аудитории. Школьные курсы по истории родного края в виде предметов по выбору в разное время преподавались в 5 классе в годы нахождения в составе Украины. После выхода доработанного издания книги и Авторской рабочей программой предмета «История Крыма» В. П. Дюличева, после вхождения Крыма в Россию, где предмет «История России» имеет региональный компонент государственного стандарта среднего общего образования — с 6-го вплоть до 11 класса. При этом освещение в школьном курсе ряда событий новейшей истории всё равно является спорным как с позиций Украины, так и России.
Например, новый учебник по истории Крыма, который был написан целым коллективом крымских историков, оказался куда менее взвешенным, чем учебник Дюличева и вызвал существенно большие дискуссии и нарекания в разделах о периоде Великой Отечественной войны в Крыму и коллаборационизме крымских татар, после чего министр образования Крыма Наталья Гончарова сообщила РИА Новости, что новые учебники будут изъяты из школ, их дальнейшую судьбу решит рабочая группа.